# Lodejno
Lodejno (in russo Лодейно) è un centro abitato della Russia.
È il luogo in cui nacque il maresciallo dell'Unione Sovietica Ivan Konev.